# 曲淵吉景
曲淵 吉景（まがりぶち よしかげ）は、戦国時代から安土桃山時代にかけての武将。甲斐武田氏、徳川氏の家臣。

## 来歴

### 生い立ち
武田信玄の傅役・板垣信方の被官に取り立てられ、草履取りから出世して板垣家臣団の筆頭格で、足軽大将になる。初名は「鳥若」で、のちの字「勝左衛門」は表記が様々で「庄左衛門」、「荘左衛門」、「正左衛門」とも書かれる。天文13年（1544年）中山道佐久の小田井城攻略戦で、広瀬景房と武功を競い、その軍功が認められて武田信玄の直臣に取り立てられた。頑固一徹で知られ、正論を吐いては曲げず、それがため奇人と目され、奉行衆との間でしばしば訴訟沙汰を起こした。生涯75度の訴訟を起して勝訴は1回、和解が1回で他は全て敗訴となったといわれる。また主君・武田信玄に対しても、自分へ賜った褒美が気に入らないと、「褒美として賜った脇差しを投げ返した」などという逸話も伝わる。

### 信方討死以降
しかし、主従の恩義には厚く、板垣信方が討死した跡を継いだ嫡男・板垣信憲が、弘治3年（1557年）8月以降、武田信玄から7箇条にわたる詰問状を突きつけられ、従来の不行跡を理由に城代を解任されたうえ、甲府長禅寺に押し込めに処せられた時には、信方・信憲の家臣であった恩義から、ただ一人信憲に従い起居を共にした。信憲が本郷八郎左衛門に斬殺された際は、武田信玄の内命によるものと疑い信玄に詰寄ったが、誤解であったことが判明し、信玄もその忠誠心を反って誉めた。
その後、山県昌景配下の山県衆に組みし、さらに軍功も重ねて「采配御免衆」となった。
天正3年（1575年）、長篠の戦いに参陣。武勇を以て知られ、天正10年（1582年）の織田信長の武田征伐による甲斐武田家滅亡の後は、武川衆の一員として徳川家康に仕え500石を給せられた。家康に気に入られ、蒲生氏郷が家臣に所望したが、家康はこれを断っている。また小田原征伐にも出陣している。
文禄2年11月23日（1594年1月14日）死去。享年76。墓は、曹洞宗霊長山清泰寺にある。
曲淵家は、幕府の旗本として存続し、大坂西町奉行や江戸北町奉行などを務めた曲淵景漸も子孫の一人である。